# Condado de Grady (Georgia)
El condado de Grady (en inglés: Grady County), fundado en 1905, es uno de 159 condados del estado estadounidense de Georgia. En el año 2007, el condado tenía una población de 25 042 habitantes y una densidad poblacional de 20 personas por km². La sede del condado es Cairo. El condado recibe su nombre en honor al editor del The Atlanta Journal-Constitution Henry W. Grady.

## Geografía
Según la Oficina del Censo, el condado tiene un área total de 1192 km² (460,2 mi²), de la cual 1187 km² (458,3 mi²) es tierra y 6 km² (2,3 mi²) (0.48%) es agua.

### Condados adyacentes
- Condado de Mitchell (norte)
- Condado de Thomas (este)
- Condado de León (Florida) (sur)
- Condado de Gadsden (Florida) (suroeste)
- Condado de Decatur (oeste)

## Demografía
Según el censo de 2000, los ingresos medios por hogar en el condado eran de $28 656, y los ingresos medios por familia eran $34 253. Los hombres tenían unos ingresos medios de $27 181 frente a los $20 128 para las mujeres. La renta per cápita para el condado era de $14 278 Alrededor del 21.30% de la población estaban por debajo del umbral de pobreza.

## Transporte

### Principales carreteras
- U.S. Route 84
- U.S. Route 319
- Ruta Estatal 35
- Ruta Estatal 38
- Ruta Estatal 93
- Ruta Estatal 111
- Ruta Estatal 112
- Ruta Estatal 188

## Localidades
- Cairo
- Whigham

### No incorporados
- Beachton
- Calvary
- Pine Park
- Reno
- Roddenberry
- Spence